# تفشي الطاعون أثناء الحرب الشمالية العظمى

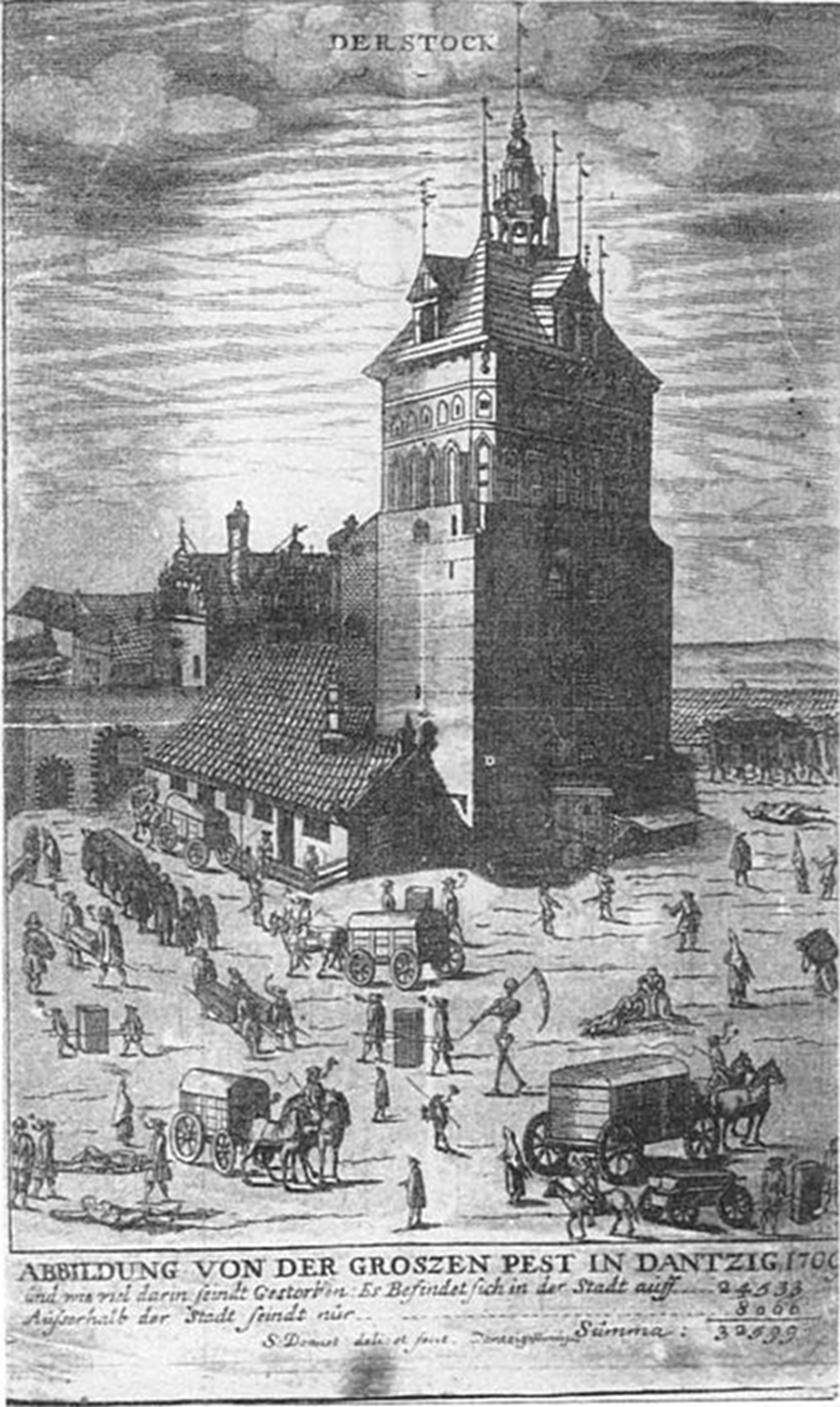

خلال الحرب الشمالية العظمى (1700 – 1721)، عانت العديد من المدن والمناطق حول بحر البلطيق وشرق ووسط أوروبا من تفشي خطير للطاعون بلغت ذروته عام 1708 وحتى عام 1712. لربما كان هذا الوباء جزءًا من جائحة أثرت على المنطقة الممتدة من آسيا الوسطى حتى البحر الأبيض المتوسط. انتشر على الأرجح عبر القسطنطينية إلى بينتشوف في جنوب بولندا، حيث سُجل لأول مرة في مستشفى عسكري سويدي عام 1702. انتشر الطاعون بعد ذلك عبر طرق التجارة والسفر والجيش، ووصل إلى ساحل البلطيق في بروسيا عام 1709، أثر على جميع المناطق المحيطة ببحر البلطيق بحلول عام 1711 ووصل هامبورغ بحلول عام 1712. لذلك، أثر مسار الحرب ومسار الطاعون على بعضهما البعض: في حين كان الجنود واللاجئون في الغالب سبيلًا للطاعون، فقد أثر عدد القتلى في الجيش وكذلك إخلاء المدن والمناطق الريفية، بشدة على إمكانية إمداد القوات أو مقاومة جيوش العدو.
كانت موجة الطاعون هذه هي الأخيرة التي أثرت على المنطقة المحيطة ببحر البلطيق، والتي شهدت عدة موجات من الطاعون منذ الموت الأسود في القرن الرابع عشر. إلا أنها كانت الموجة الأقسى في بعض المناطق. توفي المصابون في غضون أيام من بداية ظهور الأعراض. وصل متوسط عدد الوفيات في مناطق واسعة إلى ثلثي أو ثلاثة أرباع السكان وهُجرت العديد من المزارع والقرى تمامًا ولاسيما على الساحل الشرقي من بروسيا إلى إستونيا. مع ذلك، يصعب التمييز بين الوفيات الناجمة عن عدوى الطاعون الفعلية والوفيات الناجمة عن الجوع والأمراض الأخرى التي انتشرت مع الطاعون. في حين كان التهاب الغدد اللمفاوية (وذلك بظهور الدبل كعَرض ظاهري) من بين الأعراض، فقد كانت وسائل التشخيص المعاصرة غير متطورة، وغالبًا ما كانت سجلات الوفيات مبهمة أو غير كاملة أو مفقودة. تأثرت بعض البلدات والمناطق لمدة عام واحد فقط، بينما في أماكن أخرى تكرر الطاعون سنويًا على مدار عدة سنوات لاحقة. في بعض المناطق، سُجل عدد وفيات كبير بنحو غير متكافئ بين الأطفال والنساء، قد يكون ذلك بسبب المجاعة والتجنيد الإجباري للرجال.
نظرًا لأن سبب الطاعون لم يكن معروفًا لدى المعاصرين، مع وجود تكهنات تراوحت من أسباب دينية حول «الهواء الفاسد» إلى الملابس الملوثة، فكانت الوسيلة الوحيدة لمكافحة المرض هي الاحتواء، بفصل المرضى عن الأصحاء. أُنشئ حزام صحي حول المدن المصابة مثل سترالسوند وكونيغزبرغ؛ أُنشئ واحدٌ أيضًا حول دوقية بروسيا بأكملها وآخر بين سكانيا والجزر الدنماركية على طول مضيق أوريسند، مع اعتبار سالثولم محطة الحجر الصحي المركزية. أُنشئت «منازل الطاعون» لحجر الأشخاص المصابين داخل أسوار المدينة أو أمامها. ومثال على هذا هو مستشفى شاريتيه داخل أسوار مدينة برلين، التي سلمت من الطاعون.

## خلفية تاريخية
صُنفت حالات التفشي المحلية للطاعون في ثلاث جائحات، إذ لا تزال تواريخ البدء والانتهاء وتعيين بعض حالات التفشي لجائحة أو لأخرى موضع نقاش. وفقًا لجوزيف بّي. بيرن من جامعة بلمونت، فقد صُنفت كالتالي:
- جائحة الطاعون الأولى من عام 541 إلى نحو عام 750، انتشرت من مصر إلى البحر المتوسط (بدءًا من طاعون جستنيان) وشمال غرب أوروبا.[2]
- جائحة الطاعون الثانية من نحو عام 1345 إلى نحو عام 1849، انتشرت من آسيا الوسطى إلى البحر المتوسط وأوروبا (بدأت بالموت الأسود)، وربما أيضًا إلى الصين.
- جائحة الطاعون الثالثة من عام 1866 إلى ستينيات القرن العشرين، انتشرت من الصين إلى أماكن مختلفة في جميع أنحاء العالم، ولاسيما في الساحل الغربي للولايات المتحدة الأمريكية والهند.[3]

مع ذلك، فإن الموت الأسود في العصور الوسطى المتأخرة لا يُعتبر في أحيان كثيرة على أنه بداية الجائحة الثانية، بل أنه نهاية الأولى – في هذه الحالة، ستكون بداية الجائحة الثانية عام 1361؛ تختلف أيضًا تواريخ انتهاء الجائحة الثانية الواردة في الأدبيات، على سبيل المثال نحو 1890 بدلًا من نحو 1840.
يندرج الطاعون خلال الحرب الشمالية العظمى ضمن الجائحة الثانية، إذ عاود الظهور لآخر مرة في أوروبا الغربية أواخر القرن السابع عشر (كطاعون لندن العظيم 1666 – 1668)، وفي بقية أوروبا جاءت تكرارات ظهوره الأخيرة في القرن الثامن عشر (كطاعون الحرب الشمالية العظمى في المنطقة المحيطة ببحر البلطيق، وطاعون مرسيليا العظيم 1720 – 1722 في جنوب أوروبا، والطاعون الروسي 1770 – 1772 في أوروبا الشرقية)، اقتصر التفشي بعد ذلك على حالات أقل حدة في موانئ الدولة العثمانية حتى ثلاثينيات القرن التاسع عشر.
في أواخر القرن السابع عشر، انسحب الطاعون من أوروبا، وظهر لآخر مرة في شمال ألمانيا عام 1682 واختفى من القارة عام 1684. في أساسها، ترجع الموجة اللاحقة التي ضربت أوروبا خلال الحرب الشمالية العظمى إلى وسط آسيا غالبًا، إذ امتدت إلى أوروبا عبر الأناضول والقسطنطينية في الإمبراطورية العثمانية. رقّم جورج ستيكر هذا الوباء «بالفترة الثانية عشرة» من أوبئة الطاعون، والتي سُجلت لأول مرة في أحمد آباد عام 1683 وحتى عام 1724 وأثرت على المنطقة الممتدة من الهند عبر بلاد فارس وآسيا الصغرى وبلاد الشام ومصر إلى النوبة وإثيوبيا وكذلك المغرب وجنوب فرنسا من جهة، وشرق ووسط أوروبا إلى الدول الاسكندنافية من جهة أخرى. وصلت إلى القسطنطينية عام 1685 التي ظلت موقعًا للعدوى للسنوات اللاحقة. بشكل متقطع، دخل الطاعون بولندا وليتوانيا منذ عام 1697، وسُجلت موجة الطاعون التي اجتمعت مع جيوش الحرب الشمالية العظمى ولحقت بها، لأول مرة في بولندا عام 1702.
انتشرت مع الطاعون أمراض أخرى كالزحار والجدري والحمى المبقعة خلال الحرب، وعلى أقل تقدير، واجه السكان في بعض المناطق تلك الأمراض وهم يعانون المجاعة. في عام 1695 – 1697، كانت بعض المناطق تعاني أساسًا من مجاعة كبيرة، منها فنلندا (تراوح عدد القتلى من ربع إلى ثلث السكان) وإستونيا (عدد القتلى نحو خمس السكان) وليفونيا وليتوانيا (حيث قتلت المجاعة والأوبئة والحرب نصف سكان دوقية ليتوانيا الكبرى بين عامي 1648 و1697). بالإضافة إلى ذلك، كان شتاء 1708 – 1709 طويلًا وقاسيًا بشكل استثنائي؛ نتيجة لذلك، تجمدت البذور الشتوية حتى التلف في الدنمارك وبروسيا، وكان لا بد من جرف التربة وحرثها مرة أخرى في الربيع.

## 1702 – 1706: جنوب بولندا
بحلول عام 1702، صدت جيوش تشارلز الثاني عشر ملك السويد وطاردت جيوش أوغسطس القوي، وناخب ساكسونيا، وملك بولندا ودوق ليتوانيا، محلقًا بهم الهزيمة في يوليو في كليشوف بالقرب من بينتشوف على نهر نيدا في جنوب بولندا. في المستشفى العسكري في بينتشوف، عانى الجيش السويدي من أول عدوى طاعون أصابت الجنود، سُجلت على أساس التقارير الواردة من «أشخاص جديرين بالثقة من تلك المنطقة بالذات» بواسطة الطبيب يوهان كريستوف غوتوالد من مدينة دانتزيغ (غدانسك). في بولندا، تكرر الطاعون في أماكن مختلفة حتى عام 1714.
خلال العامين التاليين، تفشى الطاعون في روتينيا وبودوليا وفولينيا، وتكبدت لفيف نحو 10,000 حالة وفاة بسبب الطاعون في عام 1704 و1705 (40% من مجموع السكان). من 1705 – 1706، سُجلت حالات الطاعون في الكومنولث البولندي الليتواني أيضًا في كولومييا وستانيسلافيف وستري وسامبور وبرزيميسل وياروسلاف.